# لایک نستیا
لایک نستیا با نام واقعی Anastasia Yuryevna Radzinskaya (روسی: Анастасия Юрьевна Радзинская؛ زادهٔ ۲۷ ژانویهٔ ۲۰۱۴) یک یوتیوبر اهل روسیه است که در فلوریدا زندگی‌ می‌کند. او همچنین با نام‌های نستیا و استایسی شناخته می‌شود. کانال یوتیوب نستیا توسط او و والدینش اداره می‌شود. تا ۱۴ اوت ۲۰۲۱، او دارنده چهارمین کانال یوتیوب با بیشترین تعداد دنبال‌کننده است.